# I Follow Rivers
"I Follow Rivers" este un cântec înregistrat de muziciana suedeză Lykke Li pentru al doilea album de studio, Wounded Rhymes (2011). Piesa a fost scrisă de Li, Rick Nowels și Björn Yttling, acesta din urmă ocupându-se și de producție. Criticii de specialitate i-au oferit recenzii pozitive, apreciindu-i compoziția și tematica iubirii. Comercial, s-a bucurat de succes în unele țări europene, atingând locul întâi în Belgia, Germania și România, ocupând poziții de top cinci și în Austria, Elveția, Franța, Irlanda și Olanda; ironic, în țara de origine a muzicienei, discul single a ocupat doar locul 44. 
O serie de remixuri au fost realizate pentru piesă, "The Magician Remix" fiind cel mai cunoscut, deoarece a fost difuzat de unele televiziuni și posturi de radio, în locul versiunii originale.
Videoclipul o înfățișează pe Li, îmbrăcată într-o robă neagră, purtând un văl de aceeași culoare, urmărind un bărbat, jucat de Tarik Saleh printr-o zonă acoperită cu zăpadă. Aceasta îl prinde din urmă când bărbatul ajunge la marginea unei ape, iar cei doi se sărută. 
Piesa a fost preluată de formația belgiană Triggerfinger, varianta lor devenind de asemenea hit în Austria, Belgia și Olanda, unde s-a clasat pe primul loc, în timp ce varianta originală încă se afla în top 10. 